# Старый Лёвенский университет
Старый Лёвенский (устар. Лувенский) университет  — существовавший в городе Лёвене (на тот момент герцогство Брабант, Бургундские Нидерланды; ныне Бельгия) с 1425 по 1797 годы университет, считавшийся до XVI века лучшим в Европе.
Университет был основан Жаном IV Брабантским в 1425 году, получившим санкцию папы римского Мартина V. В 1679 году университету были отданы городские торговые ряды, постройки 1317 года.
После Французской революции, с приходом французов в 1797 году он был закрыт.

## Дальнейшая история
Через 20 лет, в 1817 году университет был восстановлен нидерландским правительством. Учреждение при нём особого философского коллежа (collegium philosophicum) для образования будущих священников было одним из поводов к бельгийской революции 1830 года.
Лишившийся поддержки государства в 1834 году, университет с 1835 года содержался епископами и стал называться католическим. В 1893 году в нём было 83 доцента и, включая отделения сельскохозяйственное, политехническое, искусств, промышленности и строительное — 1630 студентов, живших в 4 коллегиях.